# Aphelinis krikkeni
Aphelinis krikkeni är en skalbaggsart som beskrevs av Franz Antoine 1989. Aphelinis krikkeni ingår i släktet Aphelinis och familjen Cetoniidae. Inga underarter finns listade i Catalogue of Life.